# Чкалово (Карагандинская область)
Чка́лово (каз. Чкалово) — село в Бухар-Жырауском районе Карагандинской области Казахстана. входит в состав Самаркандского сельского округа. 

## География
Населённый пункт расположен на северо-западе Бухар-Жырауского района, в 9,8 километрах (по автодороге) к востоку от административного центра сельского округа села Самарканд, в 82 километрах к западу от районного центра посёлка Ботакара и в 44 километрах к северо-западу от областного центра города Караганда. Соседние населённые пункты: Темиртау к востоку, Самарканд в 5,2 километрах к западу. Транспортное сообщение осуществляется автомобильной дорогой республиканского значения KAZ05 «Астана — Кабанбай батыра — Нура — Темиртау» (до 20 августа 2015 года — Р-3). Высота центра села — 484 метров над уровнем моря.

## Население
| Численность населения | Численность населения | Численность населения | Численность населения |
| 1989                  | 1999                  | 2009                  | 2021                  |
| --------------------- | --------------------- | --------------------- | --------------------- |
| 383                   | ↘330                  | ↗353                  | ↘272                  |

национальный состав
Процентное соотношение численно-преобладающих национальностей села согласно переписи населения 1989 года:
| Национальность | Процентное соотношение |
| -------------- | ---------------------- |
| русские        | 46 %                   |
| немцы          | 27 %                   |
| другие         | 27 %                   |